# Menhir du Collado de Las Llaves
Le menhir du Collado de Las Llaves (en espagnol : menhir del Collado de Las Llaves) est un mégalithe datant du Néolithique situé près de la commune de Peñarrubia, dans la communauté autonome de Cantabrie.

## Situation
Le menhir se trouve dans la cordillère Cantabrique, à 1 102 mètres d'altitude ; il se dresse à environ quatre kilomètres au nord-ouest de Roza (es), une localité de la commune de Peñarrubia.

## Description
La pierre, en grès du Trias, a une longueur totale de 2,40 m (la partie visible mesure 1,90 m), pour une largeur de 1 m et une épaisseur de 0,15 m. Il est de forme vaguement rectangulaire.

## Histoire
Le menhir est situé à proximité d'une nécropole mégalithique découverte dans les années 1980.